# عالم (اسلام)
عالم و جمع آن علما برای دانشمندان و دانشوران مسلمان که در یک یا چند زمینه از علوم اسلامی نظیر فقه، علم حدیث و تفسیر دانش آموخته و متخصص هستند به کار می‌رود. علما در مدارس دینی نظیر حوزه‌های علمیه و مدارس نظامیه تحصیل می‌کنند.
در طول تاریخ اسلام به‌ویژه تا پیش از سده معاصر، به‌تدریج علما به صنفی از مسلمانان تبدیل شدند که فعالیت‌ها و مشاغلی نظیر وعظ، امام جماعت، قضاوت، فتوا و مرجعیت به آن‌ها اختصاص یافت و احیاناً با پوشیدن لباسی خاص نظیر عبا و عمامه از دیگران متمایز می‌شده‌اند.